# Pau FC
|  | Maskinoversættelse og/eller tvivlsomt indhold Denne sides indhold bærer præg af at være en maskinoversættelse og/eller meget dårligt og uklart formuleret. Det vurderes at sproget er så dårligt og eventuelt forkert eller til at misforstå, at det bør omskrives eller oversættes på ny. Du kan hjælpe med at oversætte til korrekt dansk i denne og lignende artikler. Hvis dette ikke sker inden for kort tid, kan en sletning komme på tale. Se evt. denne sides diskussionsside eller i artikelhistorikken. |

Pau Football Club (kort kaldet Pau FC) er en fransk fodboldklub baseret i Pau, Béarn. Klubben blev grundlagt i 1959 og spiller i Ligue 2. Deres hjemmebane er Nouste Camp, som har en kapacitet på 4.031 pladser.

## Historie
Pau FC har sine rødder i patronaget Bleuets de Notre-Dame, som blev grundlagt i 1920. Efter at have nået det højeste amatørniveau i begyndelsen af sæsonen 1958-1959, besluttede de religiøse myndigheder at skabe en ny enhed for fodbold. Den 19. maj 1959 blev Football Club de Pau grundlagt af José Bidegain, og klubben spillede i starten på Stade du Hameau i 1960'erne. Klubben har oplevet flere økonomiske og administrative vanskeligheder gennem årene, herunder en konkurs i 1995.
Klubben blev genoplivet under navnet Pau Football Club, og har gradvist genvundet sin plads i de højere niveauer af fransk fodbold. I 2020 blev Pau FC oprykket til Ligue 2 efter at have vundet Championnat National. Klubben oplever nu sin mest succesrige periode og arbejder på at konsolidere sig i professionel fransk fodbold.

## Titler
- Championnat National (1): 2019-2020

## Kendte spillere
- Nicolas Usaï